# Estación Central (Misiones)
Estación Central es una estación de tren ubicada en el Parque Nacional Iguazú en la Provincia de Misiones en Argentina; es una estación de trenes de la línea de tren turística llamada Tren Ecológico de la Selva.
Esta estación forma parte de una de las tres estaciones que posee el Tren Ecológico de la Selva, también conocido como el Tren de las Cataratas, el cual consiste en un tren que brinda el servicio ofrecido dentro del Parque Nacional Iguazú, Provincia de Misiones en Argentina.
La Estación central es una de las 2 estaciones terminales de la línea, siendo a su vez la principal estación de las 3.